# اشغال آدالیا توسط ایتالیایی‌ها
اشغال آنتالیا توسط ایتالیایی‌ها به رویدادی اشاره دارد که در دوران پرآشوب پس از تجزیه امپراتوری عثمانی رخ داد و به معاهده سور (از ۱۹۱۹ تا ۱۹۲۲) شد.

## تاریخچه

### پیشینه
در سال ۱۹۱۵، معاهده لندن امضا شد که در آن ایتالیا موافقت کرد که در کنار متفقین (فرانسه ، بریتانیا و روسیه) ، قرار می‌گیرد و در ازای آن بتواند پس از تجزیه امپراتوری عثمانی، بندر آنتالیا و قلمروی مجاور آن را در اختیار بگیرد.

نقشه تقسیم آناتولی ترکیه پس از معاهده سور (۱۹۲۰) که آنتالیا در مرکز منطقه ایتالیا دیده می شود.

با آتش بس مودروس (۳۰ اکتبر ۱۹۱۸)، امپراتوری عثمانی شرایطی را که به طور یکجانبه توسط قدرت های پیروز دیکته شده بود، پذیرفت.

### پیاده شدن ایتالیایی‌ها در آناتولی
در این شرایط، در ۹ مارس ۱۹۱۹، دولت ایتالیا یک نیروی اعزامی ایتالیایی در آناتولی را در آنتالیا پیاده کرد و در مدت کوتاهی مناطق اطراف نیز اشغال شدند: مکری بودرون، کوچ-آداسی، آلانیا، قونیه، اسمیت و اسکی‌شهر.
این نمایش قدرت با مخالفت شدید دولت یونان روبرو شد که می‌خواست قلمرو وسیعی از آناتولی را اشغال کند. در غیاب هیئت ایتالیایی به ریاست اورلاندو، نخست وزیر ایتالیا، در کنفرانس صلح پاریس، یونان موفق شد از شورای عالی مجوز مداخله در سواحل دریای اژه در غرب آناتولی را بگیرد. بنابراین، در ۱۵ مه ۱۹۱۹، ارتش یونان با اشغال شهر آیدین، مگنزیا ، کاسابا، کیدونیس و ادمیه در اسمیرنا توقف کرد.
در این زمان اختلافاتی بین دولت‌های ایتالیا و یونان به وجود آمد که بعداً با توافقی محرمانه که در ۲۹ ژوئیه ۱۹۱۹ توسط تیتونی و ونیزلوس امضا شد، به پایان رسید که در آن ایتالیا از آنتالیا و جزایر دودکانسا به جز ردس صرف نظر کرد و در ازای آن قرار شد یونان از حکمیت ایتالیا بر آلبانی حمایت کند. با این حال، این توافق توسط کارلو اسفورزا، وزیر خارجه بعدی ایتالیا، (ژوئن ۱۹۲۰) محکوم شد.
کنفرانس صلح پاریس، پس از وقایع جنگ جهانی اول، با مجموعه‌ای از توافق با تک‌تک کشورهای شکست‌خورده تنظیم شد. 
امپراتوری عثمانی از بین رفت و این امر منجر به امضای معاهده سور شد. بر اساس این معاهده، منطقه نفوذ ایتالیا در آنتالیا و اطراف آن به رسمیت شناخته شد، مالکیت دودکانسا به ایتالیا رسید و اشغال اسمیرنا و مناطق اطراف آن توسط یونان تایید شد.
با گسترش جنگ یونان و ترکیه، انقلابیون ترکیه کمک‌های نظامی قابل توجهی از ایتالیا دریافت کردند و از پایگاه آنتالیا برای مسلح‌شدن و آموزش نیروهای مصطفی کمال آتاتورک علیه یونانی‌ها استفاده شد.

### رفتار با غیرنظامیان ترکیه
رفتار سربازان و افسران اشغالگر ایتالیایی با غیرنظامیان ترکیه، متفاوت بود. گزارش‌هایی وجود داشت که نشان می‌داد سربازان ایتالیایی با صلح و مهربانی با ترک‌ها رفتار می‌کردند و حتی به پناهندگان ترک که از منطقه اشغالی یونان فرار کرده بودند پناه می‌دادند. اما از سوی دیگر، تعداد زیادی گزارش و شکایت از تجاوزات سربازان ایتالیایی به غیرنظامیان ترک وجود داشت. سایر گزارش‌ها بیان می‌کنند که رفتار نیروهای ایتالیایی بسته به شرایط متفاوت بود و به طور کلی «خودسرانه» ارزیابی می‌شد.

### برداشت
ایتالیا خروج نیروهای اعزامی خود را در پاییز ۱۹۲۲ آغاز کرد. 
پس از جنگ پیروزمندانه علیه یونانیان و تأسیس جمهوری ترکیه به رهبری مصطفی کمال آتاتورک ، معاهده سور لغو شد و معاهده لوزان (1923) جایگزین آن شد. در آخرین اقدام، ترکیه مالکیت دودکانیز را به ایتالیا تأیید کرد و برای اولین بار حاکمیت ایتالیا بر لیبی را به رسمیت شناخت، اما هیچ منطقه ای را که تحت تأثیر اقتصادی یا اشغال نظامی در آناتولی باشد به آن اعطا نکرد. 
پس از پیروزی در جنگ علیه یونانی‌ها و تأسیس جمهوری ترکیه به رهبری مصطفی کمال آتاتورک، معاهده سور لغو شد و با معاهده لوزان (۱۹۲۳) جایگزین آن شد. در آخرین معاهده، ترکیه مالکیت دودکانسا را به ایتالیا واگذار کرد و برای اولین بار حاکمیت ایتالیا بر لیبی را به رسمیت شناخت، اما هیچ منطقه‌ای را برای نفوذ اقتصادی یا اشغال نظامی در آناتولی به ایتالیا واگذار نکرد.

## مراجع
مشارکت‌کنندگان ویکی‌پدیا. «Italian occupation of Adalia». در دانشنامهٔ ویکی‌پدیای انگلیسی، بازبینی‌شده در ۲۵ آوریل ۲۰۲۵.
1. ↑  "Il testo del Trattato di Losanna del 24 luglio 1923". Archived from the original on 29 June 2007.